# モーリス・リシャール
モーリス・リシャール（Joseph-Henri-Maurice Richard、1921年8月4日 - 2000年5月27日）は、カナダ連邦ケベック州モントリオール生まれのプロアイスホッケー選手。ポジションはライト・ウイング。愛称はロケット・リシャール。
ナショナルホッケーリーグ(NHL)で、1942年から1960年までモントリオール・カナディアンズでライト・ウイングを務めた。オーダー・オブ・カナダ、ナショナル・オーダー・オブ・ケベック受勲者。カナダ枢密院顧問。
プロホッケー選手として卓越した技量を誇ったことは勿論のことだが、単なるスポーツ競技のスターの枠を超え、本人の意思とは無関係に典型的なケベック人、フランス系カナダ人の象徴、英雄のイメージが一人歩きした特異な人物と評価される。
アイスホッケー選手の誰が最も偉大であるかについては、時代によるリーグの変遷、論者の好み、評価の尺度の違いによって結論が出ることはないが、その存在が社会に与えたインパクトを考慮すると、リシャール抜きにはその話題は語れないと言われている。
15歳年下の弟であるアンリ・リシャールは1955年にカナディアンズに加入し、2005年現在でNHL最多記録となる11回のスタンレー・カップ優勝経験を持つ名選手である。

## 経歴
モントリオールのボルドー (Bordeaux) 地区で育ち、いくつかのジュニアチームで腕を磨いた。1942年10月29日にフリーエージェントでナショナルホッケーリーグ(NHL)のモントリオール・カナディアンズに加入し、同シーズンは12月27日に踵の骨折をしたものの、16試合で5ゴールとまずまずのスタートを切った。
1943-1944シーズンはフル出場をし、46試合32ゴールの好成績を残す。
1944-1945シーズンにおいてNHL史上初となる開幕から50試合以内でシーズン50ゴール以上を達成した。このリシャールの残した金字塔「50 goals in 50 games」は、後々もNHLのポイントゲッター達の得点能力を測定する一つのバロメーターの役割を果たしている。ちなみに、リシャール以降この偉業を達成したのは、公式には1981年のマイク・ボッシー、1982年・1984年・1985年のウェイン・グレツキー、1989年のマリオ・ルミュー、1991年・1992年のブレット・ハルのみである（2005年現在。）また、生涯成績で500ゴール以上を達成した初のNHL選手にもなった。

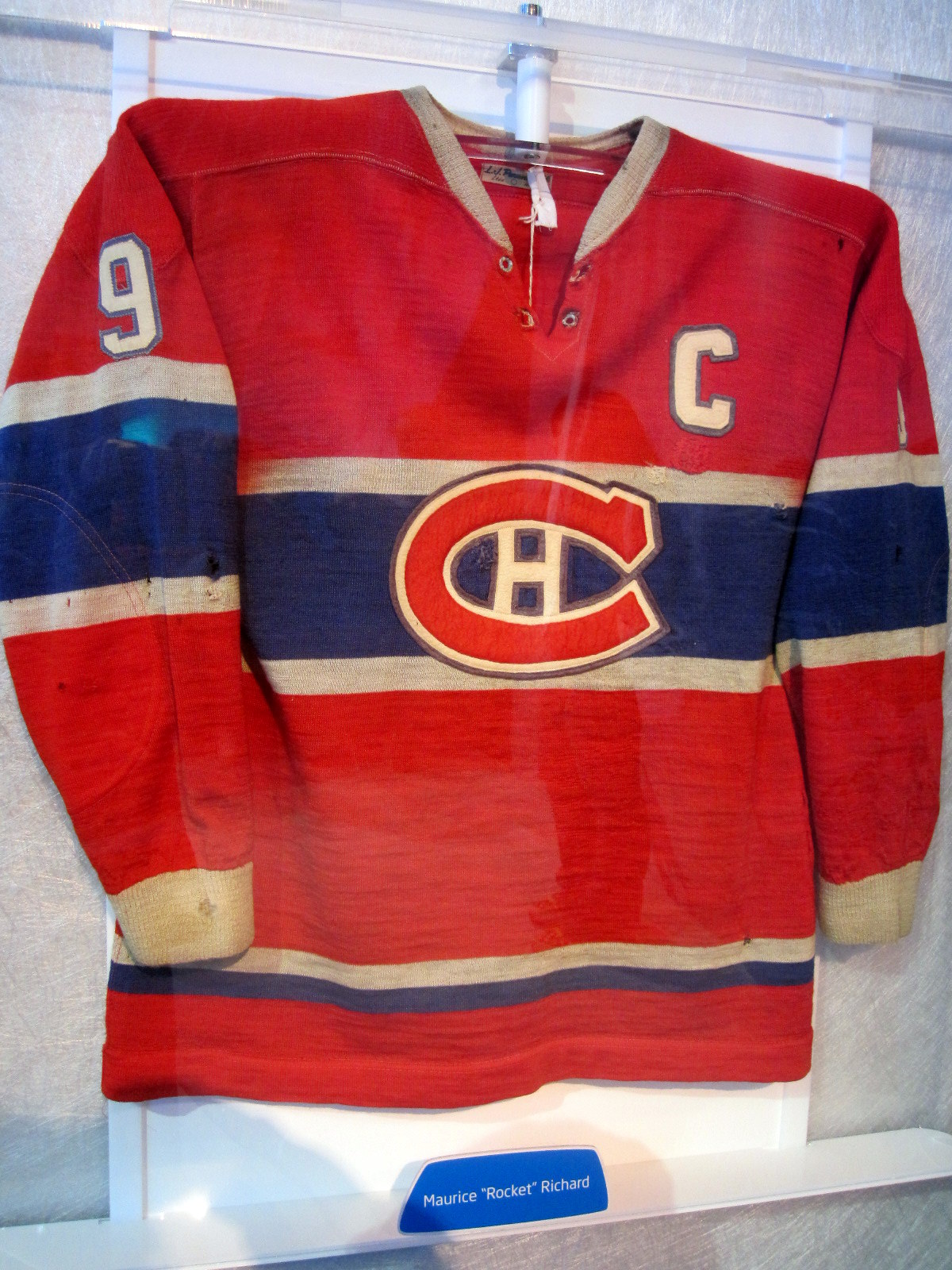
リシャールが着用していたカナディアンズのジャージ

カナディアンズで8回のスタンレー・カップ優勝経験を持つほか、オールスターゲームにおいては第1チーム選抜連続8度、第2チーム選抜6度、そして1947年から1959年まで13年連続出場の記録を持つ。
カナディアンズでセンターの Elmer Lach 及びレスト・ウイングのヘクター・ブレイク (Hector Blake)と組んだラインは「パンチ・ライン」として名高い。生涯成績では978試合に出場し、544ゴール、421アシスト、965ポイントを獲得している。
プレーオフでの勝負強さでも知られ、延べ82試合に出場し18試合で決勝ゴールを上げたほか、ハットトリック（及びそれ以上の得点を上げた試合）が6度ある。とりわけ1944年3月23日には一日がかりで引越しを済ませたその夜のゲーム、トロント・メープルリーフス戦で5ゴールを上げ、その試合の第1から第3スターを独占した。また、1952年のスタンレー・カップ準決勝戦では、序盤に怪我で意識を失うが、第3ピリオドに復帰すると顔面に血を滴らせながら（一説では、意識半ばであったとも伝えられる。）、決勝のゴールをあげた。この試合で示したガッツにより、火の玉のような燃える男、不屈な男といったイメージが定着したともいわれる。彼も、自分自身を評して、「ゴール、勝利に対する執着心、熱意では誰にも負けない」と語っている。
1957年11月13日のメープルリーフス戦で腱を痛め、1957-1958シーズンは28試合の出場にとどまった。
現役時代はNHLの年俸高騰が起きるよりも遥か昔の話で、その最高年俸でも2万5千ドルであったとされる。リシャールの引退から程ない1960年10月6日に、彼の背番号9番はカナディアンズの永久欠番となった。これ以降、9という数字はNHLのホッケージャージーにおいては特別な意味を持つことなる。

## ケベコワの象徴
作家ロッシュ・カリエール (Roch Carrier) はその著した童話Le chandail de hockey（英文タイトル"The Hockey Sweater"、ISBN 0-88776-169-0）のなかで、リシャールにケベコワの象徴としての役割を与えており、カナダの各世代間に分け隔てなくリシャールの伝説を伝える一助となっている。
この童話は、ケベック人の主人公の少年が、当時の若者達の「必須アイテム」であるリシャールのホッケー・セーター（赤、白、青で背番号9）を母親にねだってトロントに本拠を置く「Mr.Eaton's（イートン社）」のカタログショッピングでこれを注文する。ところがあろうことか、母親が英語を書けなかったためか何かの手違いでリシャールの所属するカナディアンズの宿敵であるトロント・メープルリーフスのセーターが送られていくる。親子は、イートン社を傷つけることを嫌って商品の取替えを行わなかった。少年は、メープルリーフスのジャージーを着用した故にクラスメートから馬鹿にされ、あまつさえ村八分の目にあってしまうというものである。
この話には、イギリス系とフランス系の両カナダ人の微妙な関係を示す寓意（カナディアンズ対メープルリーフス=フランス系対イギリス系）が込められており、リシャールはフランス系カナダ人を象徴する存在として位置づけられている。
なお、ロッシュ・カリエールのこの作品に題材をとった図案は、文章の冒頭部の引用とともにカナダの5ドル紙幣に採用されている。（Canadian five-dollar bill、当該紙幣には、少年が背番号9を付けてアイスホッケーに興じる姿が描かれる。）
リシャールは、1960年代カナダにおけるいわゆる「静かな革命（Quiet Revolution、ケベック州の経済成長等を背景とした公共機関の改変）」前において、特にフランス系カナダ人からは英語文化圏を打破した英雄として祭り上げられることが多い。例えば、1983年にモントリオールの地方紙が行った世論調査、「20世紀の偉人」ではリシャールは第2位となっている。
一方、彼は自らのことを単にアイスホッケーを愛する一選手であって、政治などには無関心な男であると語っている。

## リシャール暴動
実力が際立っていたために、アウェイの試合では敵チームから恐れられ徹底的なマークを受けた。絶えず1人から2人の選手がリシャールをマークして、あわよくばリシャールがペナルティを取られでもすれば、マーカーは良い働きをしたと評価されるほどであった。事実リシャールは現役時代に何度か出場停止処分も受けている。そして、そのうちの一度が、やがてはホッケー史上類を見ない最悪の事態に発展し、ついには一スポーツの出来事では済まされないカナダ社会全体を震撼させる事態に至った。これがいわゆるリシャール暴動である。

### 暴動のあらまし
1955年3月13日の対ボストン・ブルーインズ戦で、Hal Laycoe の執拗なマークにいらだったため、同選手をホッケーのスティックで打撃し、さらに静止しようと3度に渡って執拗に彼のスティックを取り上げようしたラインズマンのクリフ・トンプソン (Cliff Thompson) をこぶしで殴打する事件を起こし、意図的に怪我をさせた咎で退場処分を受けた。
特にリシャールの審判への暴行は、このシーズンだけでも2度目であったことから事態を重く見たNHL会長のクラレンス・キャンベルは、審問を行ってリシャールのシーズン残り3試合への出場停止処分を行ったが、モントリオール住民の多くはこれを、不公平で厳しすぎる処分であると考えた。この裁定はリシャールがNHLの得点王争いのトップを走り、カナディアンズもデトロイト・レッドウィングスと首位争いを行っていたさなかに下されたものであったことから、リシャールファンの不満に拍車をかけた。
地元のラジオ番組には、キャンベルに対する抗議の電話が洪水のように殺到したため、放送局は電話をかけないようにリスナーに訴えかけた。会長のキャンベルにも脅迫があったとされる。しかしキャンベルは、立場上譲歩する姿勢を見せることなく、カナディアンズのホームゲーム、対デトロイト・レッドウィングス戦の観戦を予定どおりに行うと発表した。ホームアリーナのモントリオール・フォーラムでは通常の試合とは比べ物にならないほどの警備員を動員し、厳戒態勢が敷かれた。
試合会場には、「"A bas Campbell"（「くたばれキャンベル」位の意）」、「"Vive Richard"（リシャール万歳）」など会長への抗議とリシャール擁護のプラカードであふれ、名指しで会長を非難する罵声が飛び交い、観客だれもが試合内容やリシャールが観戦していることにすら関心を払わなかった。（カナディアンズのコーチ、ディック・アービン Dick Irvin は後に「あの夜は、たとえ100対1で負けたって、だれも気がつかなかったんじゃないかな」と述懐している。）第1ピリオド終了時点では、レッドウィングスは4対1でリードしていた。怒り狂ったカナディアンズファンは、キャンベル会長に、卵、野菜やごみくずを投げつけ、その量はレッドウィングスが得点するたびにますますエスカレートした。第1ピリオドが終わると、アリーナの外では、誰かが催涙ガスのキャニスターに点火した。会長と地元消防署との協議の結果、観客には避難勧告が出され、ゲームはレッドウィングスを勝ちとする没収試合とされた。 
後にレッドウィングスのコーチ、ジャック・アダムスは「事件の背景には、リシャールを勝手にアイドルに祭り上げ、その出場停止処分を大々的に取り上げればホッケーファンが怒り狂うのが判り切っているのにこれを扇動したマスコミの責任も大きい。」とリシャールに同情的な発言をしている。
催涙ガスが使用されたことで事態は混迷の度が深まり、アリーナから避難した客は、リシャールについて何者かも知らず、何故この暴動が起こったかの理由も知らないアリーナ外の群衆を巻き込んで、破壊活動、暴力を始め、アリーナに50万ドルの損害を与えた。ホッケーのシーズンオフにリシャールをプロレスのレフェリーに起用しようとした興行主の事務所などアリーナのあちこちは破壊された。
暴動は深夜まで続き、モントリオール警察は逮捕者をトラックで移送した。7時間にわたって現場の模様を生放送した地元ラジオ局の放送は、強制的に放送中止となった。結局暴動は午前3時に沈静化したが、モントリオールの Ste-Catherine 通りの商店にも略奪などで深い爪あとが残されたとされる。『Montreal Gazette』紙のコラムニスト、ディック・キャロルは「自分の故郷の街のありさまには、恥じ入るばかりだ。」と述懐している。
報道陣は、リシャールからのコメントを取るため群れ集まった。しかし、リシャールは次なる暴動を招くことを恐れ、その口は重かった。そして、自らの許されべからざるプレーに対し釈明するとともに、モントリオールの市民に対し、安静とチームに対する更なる応援を呼びかけた。
この年のシリーズでは、カナディアンズはレッドウィングスに敗れはしたものの、市民や選手達の奮起を誘った側面もあり、1956年からリシャール引退の1960年までカナディアンズはスタンレー・カップ5連覇を達成している。
なお後年になるが、クラレンス・キャンベルは、リシャールの目的に対する一途さ、プロ選手として献身的な姿勢に賛辞を贈っている。

### 「暴動」の歴史的な評価
この騒動は、カナダの歴史の文脈においては、当時のカナダにおいて人口、言語、文化、経済などあらゆる側面でイギリス系住民（キャンベルに象徴される多数派、征服した側）に対する不満を抱いていたフランス系住民（リシャールに象徴される少数派、征服された側）という図式に当てはめられて説明されることが多い。後年のいわゆるケベック独立運動などの萌芽であるとする論者もいる。
また、この事件がきっかけとなって、カナダ社会の不安定要因を緩和させようと、いわゆる「静かな革命」とよばれる政策が取られるようになったともされる。

## 引退後
1961年に殿堂入りを果した後、1972年にはWHAのケベック・ノルディクスのコーチに就任するが、家族とともに過ごす時間を持ちたいことなどを理由として、わずか2週間で、同チームのコーチを辞任している。
1980年からは古巣カナディアンズに戻り、様々なイベント活動に取り組んだ。また、モルソン社の役員を務めるなど実業界でも活動した。

## ロケット・リシャール・トロフィ
1999年、NHLに対しモントリオール・カナディアンズから、レギュラーシーズン最多ゴール数を上げた選手に与えられるモーリス・"ロケット"・リシャール・トロフィが寄贈された。

## リシャールの晩年
リシャールは、晩年癌と闘い2000年5月27日この世を去った。リシャールの葬儀には、現役引退から40年が経過していたにもかかわらず、その業績を称えて世代の分け隔てなくおよそ11万5千人が参列し、カナディアンズの本拠地、モルソン・センターの敷地内に安置されたリシャールを見送った。この葬儀はスポーツ選手としては初めての国葬扱いとされカナダ全土に放映された。参列者には、ゴーディ・ハウやジャン・ベリヴォーら往年の名選手とともに、ジャック・クレチェンや Lucien Bouchard らの政治家、当時カナディアンズのキャプテンのサク・コイブらが参列した。リシャールは、モントリオールの Cimetiere Notre-Dame-des-Neiges の墓地に埋葬された。
当時カナディアンズのジュニアチームは、モントリオール・ロケット (the Rocket de Montreal) と名付けられ、ホームアリーナもモーリス・リシャール・アリーナと命名された（2003-2004シーズンから、このチームの本拠地はプリンスエドワードアイランド州に移転）。2017年にカナディアンズはセントジョンズからモントリオール近郊のラヴァルに移転させた傘下のマイナーチームに新たに「ラヴァル・ロケット」（Rocket de Laval）と名付け、袖に数字の9を付けたユニフォームで臨む。

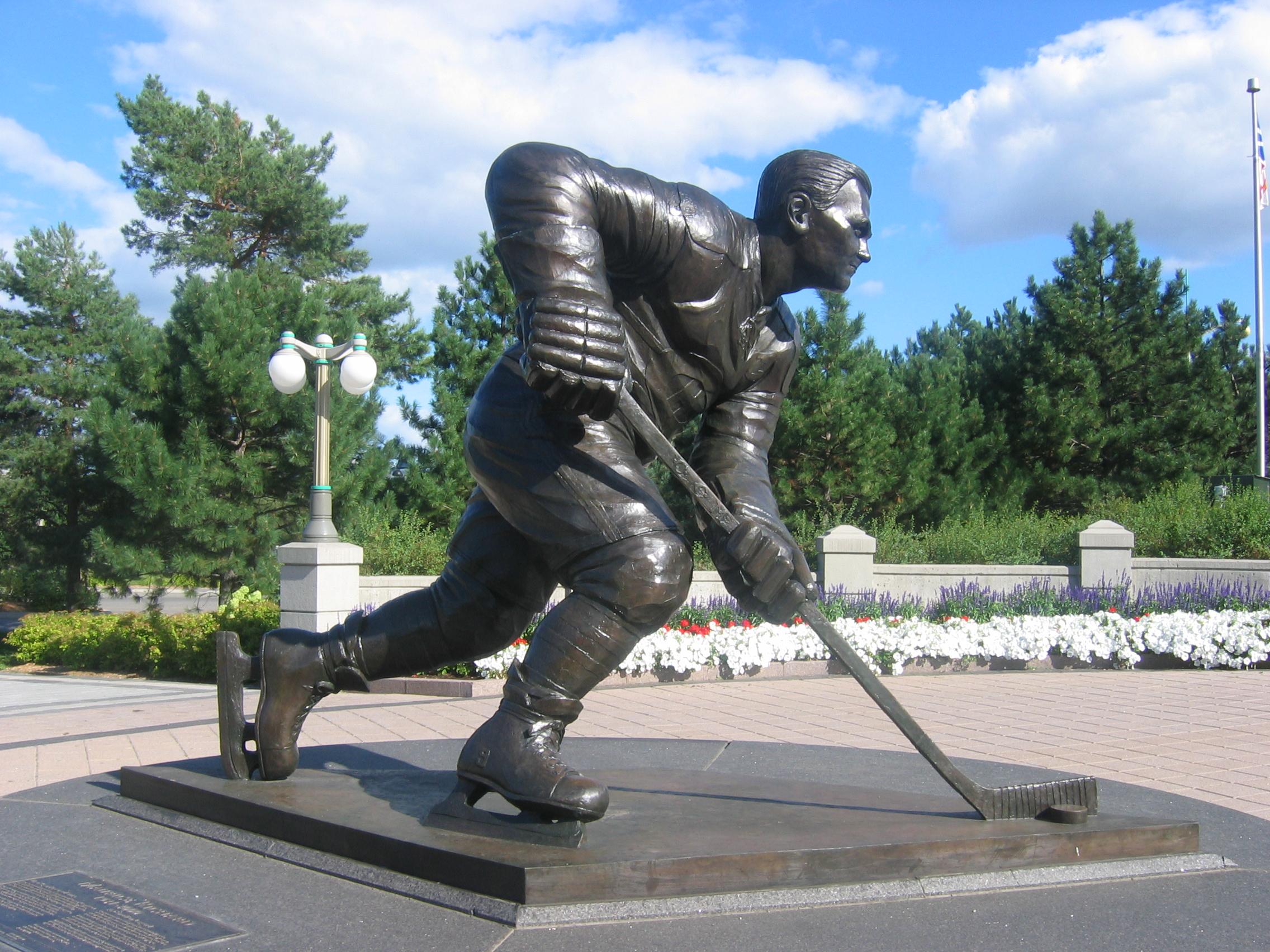
リシャールの記念碑

2001年6月27日、カナダ政府はリシャールを称え、ケベック州ハルにあるジャック・カルティエ公園に彼の記念碑を建てた。また、Canada's Walk of Fame にも入った。
1942年9月17日に結婚した妻（Lucille Norchet 、? - 1994年7月18日）との間には、7人の子供を儲けた。

## 詳細情報

### 通算成績
| 1942-43  | モントリオール・カナディアンズ | NHL      | 16  | 5   | 6   | 11  | 4    | --  | -- | -- | --  | --  |
| 1943-44  | モントリオール・カナディアンズ | NHL      | 46  | 32  | 22  | 54  | 45   | 9   | 12 | 5  | 17  | 10  |
| 1944-45  | モントリオール・カナディアンズ | NHL      | 50  | 50  | 23  | 73  | 46   | 6   | 6  | 2  | 8   | 10  |
| 1945-46  | モントリオール・カナディアンズ | NHL      | 50  | 27  | 21  | 48  | 50   | 9   | 7  | 4  | 11  | 15  |
| 1946-47  | モントリオール・カナディアンズ | NHL      | 60  | 45  | 26  | 71  | 69   | 10  | 6  | 5  | 11  | 44  |
| 1947-48  | モントリオール・カナディアンズ | NHL      | 53  | 28  | 25  | 53  | 89   | --  | -- | -- | --  | --  |
| 1948-49  | モントリオール・カナディアンズ | NHL      | 59  | 20  | 18  | 38  | 110  | 7   | 2  | 1  | 3   | 14  |
| 1949-50  | モントリオール・カナディアンズ | NHL      | 70  | 43  | 22  | 65  | 114  | 5   | 1  | 1  | 2   | 6   |
| 1950-51  | モントリオール・カナディアンズ | NHL      | 65  | 42  | 24  | 66  | 97   | 11  | 9  | 4  | 13  | 13  |
| 1951-52  | モントリオール・カナディアンズ | NHL      | 48  | 27  | 17  | 44  | 44   | 11  | 4  | 2  | 6   | 6   |
| 1952-53  | モントリオール・カナディアンズ | NHL      | 70  | 28  | 33  | 61  | 112  | 12  | 7  | 1  | 8   | 2   |
| 1953-54  | モントリオール・カナディアンズ | NHL      | 70  | 37  | 30  | 67  | 112  | 11  | 3  | 0  | 3   | 22  |
| 1954-55  | モントリオール・カナディアンズ | NHL      | 67  | 38  | 36  | 74  | 125  | --  | -- | -- | --  | --  |
| 1955-56  | モントリオール・カナディアンズ | NHL      | 70  | 38  | 33  | 71  | 89   | 10  | 5  | 9  | 14  | 24  |
| 1956-57  | モントリオール・カナディアンズ | NHL      | 63  | 33  | 29  | 62  | 74   | 10  | 8  | 3  | 11  | 8   |
| 1957-58  | モントリオール・カナディアンズ | NHL      | 28  | 15  | 19  | 34  | 28   | 10  | 11 | 4  | 15  | 10  |
| 1958-59  | モントリオール・カナディアンズ | NHL      | 42  | 17  | 21  | 38  | 27   | 4   | 0  | 0  | 0   | 2   |
| 1959-60  | モントリオール・カナディアンズ | NHL      | 51  | 19  | 16  | 35  | 50   | 8   | 1  | 3  | 4   | 2   |
| NHL 合計 | NHL 合計                       | NHL 合計 | 978 | 544 | 421 | 965 | 1285 | 133 | 82 | 44 | 126 | 188 |

### 表彰
- 1947年 - ハート記念賞
- 1957年 - ルー・マーシュ賞、ライオネル・コナカー賞
- 背番号 9番はモントリオール・カナディアンズの永久欠番
- 通常3年間の待機期間を待たずして特例でホッケーの殿堂入り 1961年。
- オーダー・オブ・カナダ受勲 1967年。1998年にコンパニオン (Companion) に昇格。

### 記録
- オールスターゲーム選出：13回（1947年、1948年、1949年、1950年、1951年、1952年、1953年、1954年、1955年、1956年、1957年、1958年、1959年）
- NHL 史上初の1シーズン50ゴール以上
- NHL 史上初の50試合以内50ゴール以上
- NHL 史上初の生涯500ゴール以上達成
- 生涯544ゴールを上げ当時 Nels Stewart が保持していた 生涯ゴール数のNHL 記録を更新した（後にゴーディ・ハウによって更新される。）
- 2005年現在で生涯ゴール数NHL史上第21位、ポイント数同第73位